# Ie Jeureungeh
Ie Jeureungeh is een bestuurslaag in het regentschap Aceh Jaya van de provincie Atjeh, Indonesië. Ie Jeureungeh telt 257 inwoners (volkstelling 2010).